# 松沢はつみの南海クラシックス
松沢はつみの南海クラシックスとは、2010年4月4日から2015年3月29日まで南海放送で放送されていた日曜午後の生ワイドのラジオ番組である。パーソナリティー（同局ではプレゼンター）は、南海放送元アナウンサーの松沢はつみ。
なお、ここではフィラー番組でもある関連番組「南海クラシックス」も扱う。

## 備考
- 実質、前番組の「松沢はつみのミュージックシャッフル」をリニューアルして継続。
- 「南海放送中古車フェアー」開催時は、サンパークより公開生放送（放送日が重なる時のみ）

## タイムテーブル
- 13:00 はつみのAttention Please
- 13:30 忠政ひろふみ まじっすかみじま!／宇都宮民の海外青年協力隊（隔週交代）
- 14:00 RING！RING！ TELEPHONE♪
- 14:30 城戸けんじろ〜キャッチ・ザ・ドリーム〜
- 14:55 愛媛新聞ニュース
- 15:00 Dr.角南のOH!脳!?
- 15:30 はつみの帰ってきた「夜のバラード」
- 15:55 愛媛新聞ニュース
- 16:00 合ちゃんのヤクルトスワローズ応援隊

## 南海クラシックス
番組と番組の間で穴埋め的に放送されるフィラー番組。ここでのクラシックスは懐メロのことを言い、クラシックソングの事ではない。
番組毎に末尾に数字がついており、放送時間を表している。